# Kevin Curtain
Kevin Curtain (Sydney, 22 maggio 1966) è un pilota motociclistico australiano ritiratosi dall'attività agonistica.

## Carriera
Curtain inizia la sua carriera nei campionati nazionali australiani, nei quali vince nove titoli nelle categorie 250, Supersport, Formula Extreme e Superbike prima di fare l'esordio in una gara iridata del motomondiale in occasione del GP d'Australia.
Nel 2000 partecipa a cinque gare nel Campionato mondiale Supersport in qualità di pilota sostitutivo, in sella ad una Yamaha R6 del team BKM Racing, senza ottenere punti validi per la classifica mondiale. Nel 2001 è pilota titolare nel mondiale Supersport, alla guida di una Honda CBR 600 del team BKM Honda, con l'italiano Ivan Goi come compagno di squadra. ottiene le prime vittorie in Australia a Phillip Island e Germania al Lausitzring. Chiude la stagione al quinto posto con centodue punti ottenuti.
Nel 2002 si trasferisce nel team OPCM Racing alla guida di una Yamaha YZF-R6, chiude la stagione all'undicesimo posto con cinquantasei punti all'attivo. Nel 2003 partecipa a due gare del mondiale Supersport in qualità di wild card, ottenendo undici punti e chiudendo ventitreesimo in classifica mondiale.
Dal 2004 al 2006 è pilota titolare con il team Yamaha Motor Deutschland, proprio nel 2006 sfiora la vittoria del titolo, arrivando all'ultima gara come leader del campionato con diciotto punti di vantaggio sul più diretto inseguitore, il francese Sébastien Charpentier. Gli sarebbe bastato un ottavo posto per fare sua l'iride ma una caduta in gara vanificò ogni tentativo.
Le sue ultime apparizioni nel mondiale Supersport risalgono al 2007, quando disputa tre gare ottenendo una pole position, e al 2013, anche in questo caso con il costruttore Yamaha. Nel 2014 si ritira dalle corse.

## Risultati in gara

### Motomondiale
| 1999 | Classe | Moto  |  |  |  |  |  |  |  |  |  |  |  |  |     |  |  |  | Punti | Pos. |
| ---- | ------ | ----- |  |  |  |  |  |  |  |  |  |  |  |  | --- |  |  |  | ----- | ---- |
| 1999 | 250    | Honda |  |  |  |  |  |  |  |  |  |  |  |  | Rit |  |  |  | 0     |      |

| Legenda | 1º posto        | 2º posto            | 3º posto            | A punti      | Senza punti        | Grassetto – Pole position Corsivo – Giro più veloce |
| Legenda | Gara non valida | Non qual./Non part. | Ritirato/Non class. | Squalificato | '-' Dato non disp. | Grassetto – Pole position Corsivo – Giro più veloce |

### Campionato mondiale Supersport
| 2000 | Moto   |  |    |     |  |  |     |     |    |  |  |  |  |  |  | Punti | Pos. |
| ---- | ------ |  | -- | --- |  |  | --- | --- | -- |  |  |  |  |  |  | ----- | ---- |
| 2000 | Yamaha |  | SQ | Rit |  |  | Rit | Rit | 16 |  |  |  |  |  |  | 0     |      |

| 2001 | Moto  |   |   |   |    |   |   |     |    |    |   |    |  |  |  | Punti | Pos. |
| ---- | ----- | - | - | - | -- | - | - | --- | -- | -- | - | -- |  |  |  | ----- | ---- |
| 2001 | Honda | 5 | 1 | 6 | 14 | 8 | 1 | Rit | 11 | 12 | 6 | 14 |  |  |  | 102   | 5º   |

| 2002 | Moto   |     |    |     |   |     |     |   |    |   |   |   |  |  |  | Punti | Pos. |
| ---- | ------ | --- | -- | --- | - | --- | --- | - | -- | - | - | - |  |  |  | ----- | ---- |
| 2002 | Yamaha | Rit | 12 | Rit | 9 | Rit | Rit | 7 | 11 | 9 | 5 | 4 |  |  |  | 56    | 11º  |

| 2003 | Moto   |  |   |  |  |  |  |  |  |  |     |  |  |  |  | Punti | Pos. |
| ---- | ------ |  | - |  |  |  |  |  |  |  | --- |  |  |  |  | ----- | ---- |
| 2003 | Yamaha |  | 5 |  |  |  |  |  |  |  | Rit |  |  |  |  | 11    | 23º  |

| 2004 | Moto   |   |   |   |     |     |   |   |     |     |     |  |  |  |  | Punti | Pos. |
| ---- | ------ | - | - | - | --- | --- | - | - | --- | --- | --- |  |  |  |  | ----- | ---- |
| 2004 | Yamaha | 9 | 2 | 2 | Rit | Rit | 5 | 5 | Rit | Rit | Rit |  |  |  |  | 69    | 6º   |

| 2005 | Moto   |   |   |   |   |   |   |     |   |   |   |   |   |  |  | Punti | Pos. |
| ---- | ------ | - | - | - | - | - | - | --- | - | - | - | - | - |  |  | ----- | ---- |
| 2005 | Yamaha | 4 | 2 | 3 | 5 | 2 | 4 | Rit | 3 | 4 | 1 | 2 | 2 |  |  | 187   | 2º   |

| 2006 | Moto   |   |   |   |     |   |   |   |   |   |   |   |     |  |  | Punti | Pos. |
| ---- | ------ | - | - | - | --- | - | - | - | - | - | - | - | --- |  |  | ----- | ---- |
| 2006 | Yamaha | 2 | 2 | 2 | Rit | 3 | 6 | 1 | 2 | 2 | 2 | 3 | Rit |  |  | 187   | 2º   |

| 2007 | Moto   |   |    |  |     |  |  |  |  |  |  |  |  |  |  | Punti | Pos. |
| ---- | ------ | - | -- |  | --- |  |  |  |  |  |  |  |  |  |  | ----- | ---- |
| 2007 | Yamaha | 2 | 11 |  | Rit |  |  |  |  |  |  |  |  |  |  | 25    | 25º  |

| 2013 | Moto   |     |  |  |  |  |  |  |  |  |  |  |  |  |  | Punti | Pos. |
| ---- | ------ | --- |  |  |  |  |  |  |  |  |  |  |  |  |  | ----- | ---- |
| 2013 | Yamaha | Rit |  |  |  |  |  |  |  |  |  |  |  |  |  | 0     |      |

| Legenda | 1º posto        | 2º posto            | 3º posto           | A punti      | Senza punti        | Grassetto – Pole position Corsivo – Giro più veloce |
| Legenda | Gara non valida | Non qual./Non part. | Ritirato/Non class | Squalificato | '-' Dato non disp. | Grassetto – Pole position Corsivo – Giro più veloce |